# لويس الأول، كونت فلاندرز
لويس الأول (حوالي 1304 - 26 أغسطس 1346)؛ كان كونت الفلاندرز ونيفير وريثل، فهو ابن لويس الأول كونت نيفير وجوان كونتيسة ريثل، ورث فلاندرز عن جده روبرت الثالث كونت فلاندرز، تزوج في 1320 من مارغريت الفرنسية ابنة الثانية لـ فيليب الخامس ملك فرنسا، وانجبا ابن واحد لويس الثاني كونت فلاندرز، توفي لويس في معركة كريسي عام 1346.